# Sholicola
Genre
Sholicola est un genre d'oiseaux de la famille des Muscicapidae.

## Liste des espèces
Selon la classification de référence du Congrès ornithologique international (1er janvier 2024), il comporte deux espèces :
- Sholicola major (Jerdon, 1841) – Notodèle à flancs roux
- Sholicola albiventris (Blanford, 1868) – Notodèle à ventre blanc

## Classification
Le genre Sholicola a été créé en 2017 par V. V. Robin (d), C. K. Vishnudas (d), Pooja Gupta (d), Frank Erwin Rheindt (d), Daniel Marc Hooper (d), Uma Ramakrishnan (d) et
Sushma Reddy (d),.

## Étymologie
Le nom générique, Sholicola, composé de Shola, le nom donné aux forets des Ghats occidentaux et du suffixe latin -cola, « qui habite », et fait donc référence à l'habitat de ces espèces.

## Publication originale
- (en) V. V. Robin, C. K. Vishnudas, Pooja Gupta, Frank E Rheindt, Daniel M. Hooper, Uma Ramakrishnan et Sushma Reddy, « Two new genera of songbirds represent endemic radiations from the Shola Sky Islands of the Western Ghats, India », BMC Evolutionary Biology, BMC et Springer Science+Business Media, vol. 17, no 1,‎ 23 janvier 2017, p. 31 (ISSN 1471-2148, OCLC 47657384, PMID 28114902, PMCID 5259981, DOI 10.1186/S12862-017-0882-6, lire en ligne).